# Joe Kovacs
Joe Kovacs (født 28. juni 1989) er en amerikansk atlet, der konkurrerer i kuglestød. Han har i mange år tilhørt toppen af verdenseliten, men oftest været overgået af sin landsmand og rival, Ryan Crouser.

## Atletikkarriere
Kovacs vandt VM-guld i 2015 i kuglestød,  og han var derfor blandt de store favoritter ved OL 2016 i Rio de Janeiro. Ved det amerikanske udtagelsesstævne inden OL var han imidlertid blevet besejret af Ryan Crouser, og skønt Kovacs ubesværet kvalificerede sig til finalen, hvor han lagde ud med et stød på 21,78 m, overgik Crouser ham snart og sikrede sig guldet med 22,52 m. Kovacs fik sølv med sit første stød, mens newzealænderen Tom Walsh hentede bronze med 21,36 m.
Ved atletik-VM 2017 vandt han sølv, og ved VM 2019 igen guld, blot 1 cm foran Crouser. Overordnet måtte han nu se Crouser som den bedste kuglestøder, der satte flere verdensrekorder, og ved OL 2020 i Tokyo (afholdt 2021) klarede Kovacs sig akkurat videre til finalerunden, hvor Crouser straks lagde sig i spidsen og genvandt OL-guldet med 23,30 m, mens Kovacs og Walsh sikrede, at medaljerne blev fordelt på samme måde som i 2016; Kovacs stødte 22,65 m og Walsh 22,47 m.
Ved VM 2022 vandt Kovacs sølv (endnu engang efter Crouser), og ved OL 2024 i Paris stødte han 21,24 m i indledende runde som nummer syv, men i finalen måtte han igen se langt efter Crouser, der stødte 22,90 m og dermed sikrede sig sin tredje OL-guldmedalje i træk, mens Kovacs med 22,15 m igen fik sølv foran jamaicaneren Rajindra Campbell ligeledes med 22,15 (Kovacs' næstbedste stød var bedst af de to).